# 乐都站
乐都站位于青海省海东市乐都区碾伯镇，是兰青铁路的一座车站，距离兰州站155公里，于1958年启用，现由青藏铁路公司营运。车站现为三等站，办理旅客乘降和行包托运。车站同时承担货运业务。

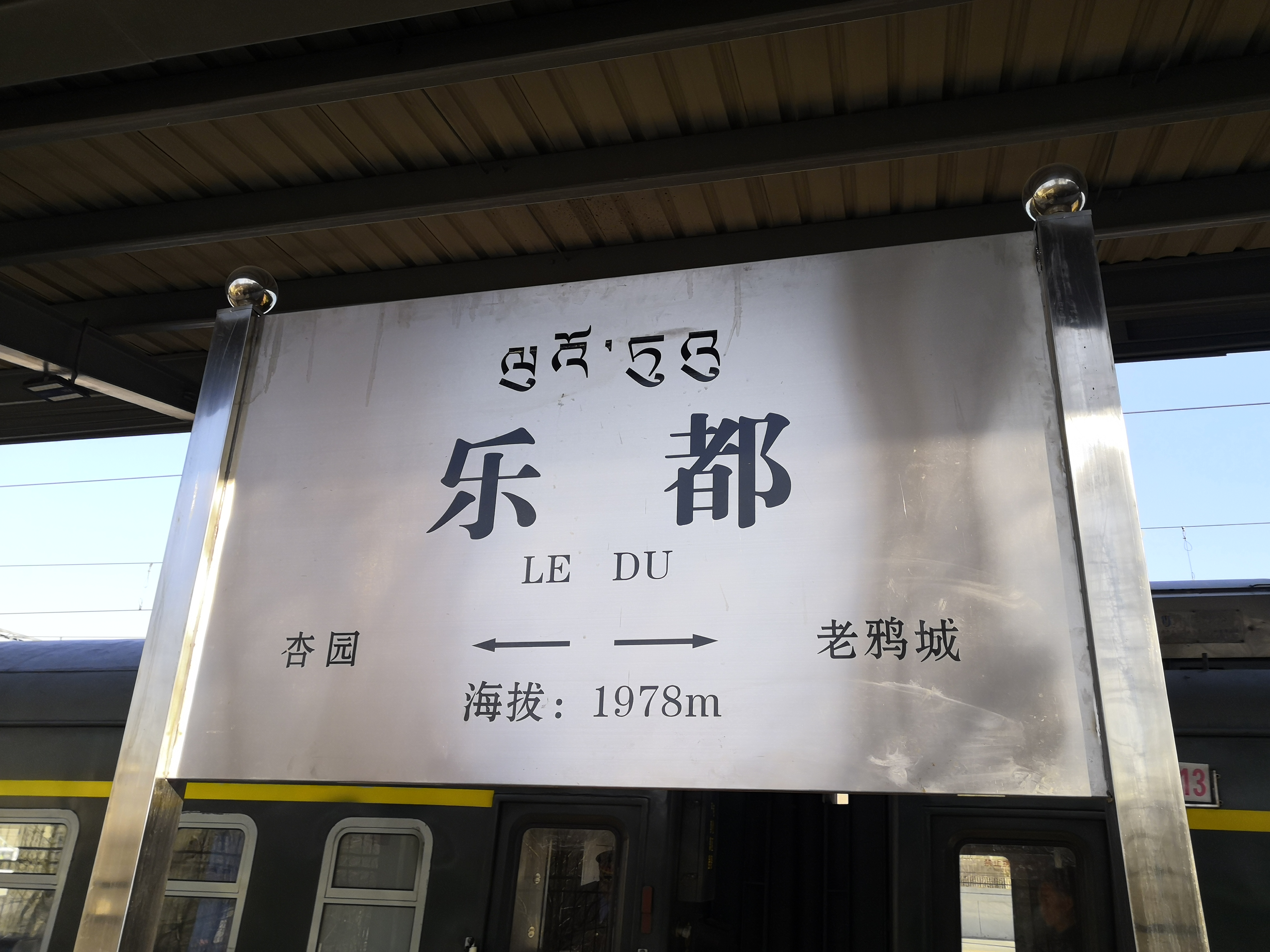
车站站牌